# Magdalena Cuayucatepec
Magdalena Cuayucatepec es una localidad del estado mexicano de Puebla. Es parte del municipio de Tehuacán.

## Toponimia
El nombre «Magdalena» hace referencia a la santa patrona de la localidad: María Magdalena. El nombre «Cuayucatepec» tiene dos posibles significados. Una hipótesis es que proviene de los términos en náhuatl Cuahuyocan, lugar arbolado; tepetl, cerro; y c, en. Su significado sería «cerro que tiene espesa arboleda». Otra hipótesis es que proviene de los términos en náhuatl Cuayuca, gentilicio de los habitantes de Cuayuca; tepetl, cerro; y co, locativo. Su significado sería «en el cerro de Cuayuca».

## Demografía
| Gráfica de evolución demográfica |
|                                  |

| Censo | Población |
| ----- | --------- |
| 1900  | 1 345     |
| 1910  | 1 441     |
| 1921  | 1 293     |
| 1930  | 1 489     |
| 1940  | 1 571     |
| 1950  | 1 811     |
| 1960  | 1 999     |
| 1970  | 3 449     |
| 1980  | 4 610     |
| 1990  | 5 445     |
| 1995  | 7 137     |
| 2000  | 7 996     |
| 2005  | 8 424     |
| 2010  | 9 227     |
| 2020  | 10 889    |